# Skanstull

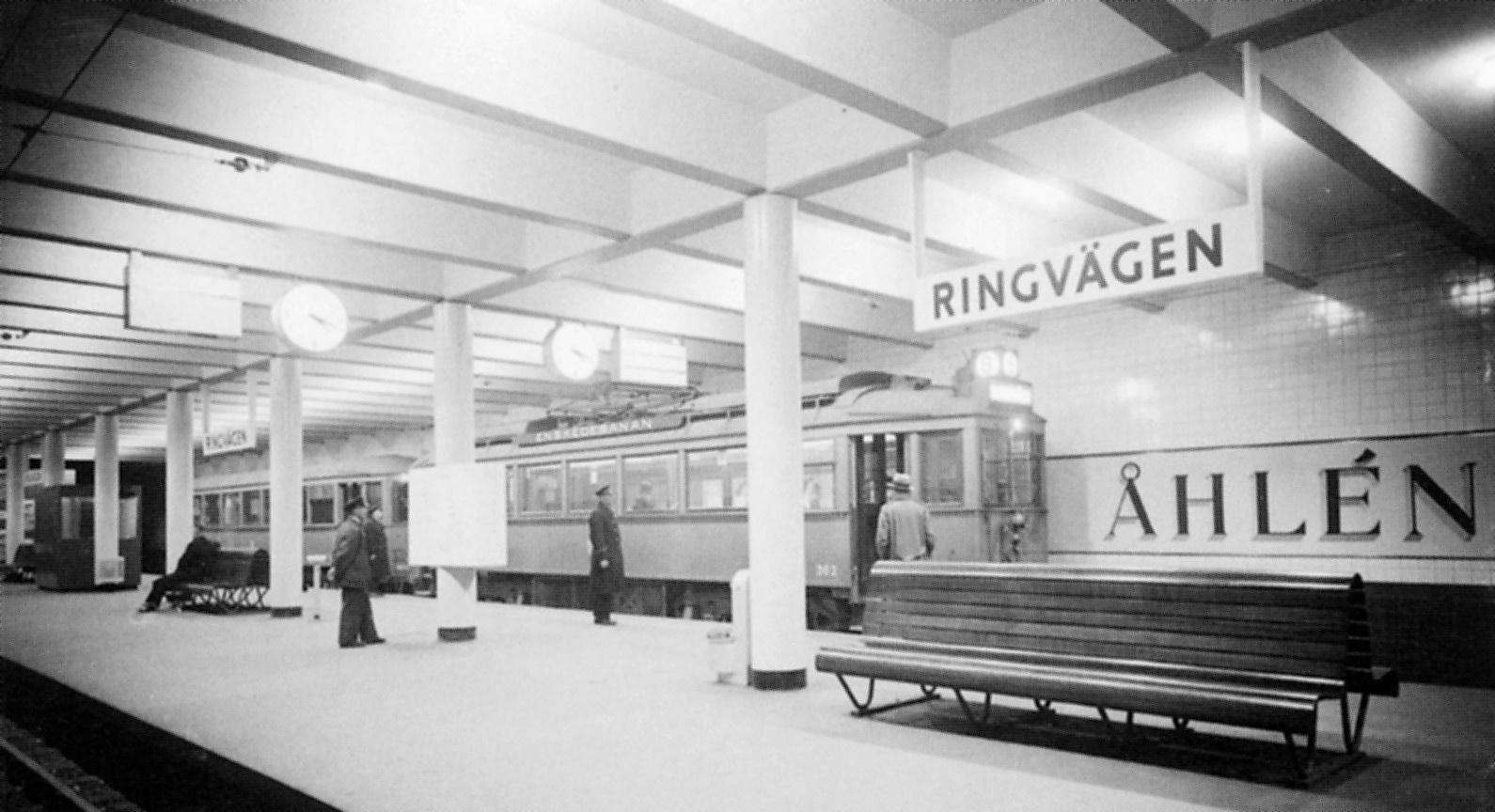
Stacja w latach 30. XX wieku

Skanstull – podziemna stacja sztokholmskiego metra, leży w Sztokholmie, w Innerstaden, w dzielnicy Södermalm. Na zielonej linii metra (T19, T17 i T18), leży między Medborgarplatsen a Gullmarsplanem. Dziennie korzysta z niej około 27 200 osób.
Stacja znajduje się około 5 metrów pod ziemią, równolegle do Götgatan. Posiada dwa wyjścia, północne znajduje się przy Allhelgonagatan i zostało oddane do użytku 21 listopada 1957. Południowe wyjście zlokalizowane jest na rogu Götgatan i Ringvägen. 
Pierwsza stacja została otworzona 1 października 1933, była dostosowana do ruchu tramwajów i nosiła wówczas nazwę Ringvägen. Stację metra oddano do użytku 1 października 1950, wtedy przyjęła obecną nazwę. Stacja posiada jeden peron.

## Sztuka
- Malowidła na ścianach i filarach w hali biletowej przy Ringvägen, Gunnar Söderström, 1980[3]

## Czas przejazdu
| Linia | Stacja          | Czas przejazdu | Stacja                         | Czas przejazdu    |
| T17   | Åkeshov         | 28 min         | Slussen Gamla stan T-Centralen | 3 min 4 min 8 min |
| T17   | Skarpnäck       | 14 min         | Slussen Gamla stan T-Centralen | 3 min 4 min 8 min |
| T18   | Alvik           | 21 min         | Slussen Gamla stan T-Centralen | 3 min 4 min 8 min |
| T18   | Farsta strand   | 19 min         | Slussen Gamla stan T-Centralen | 3 min 4 min 8 min |
| T19   | Hässelby strand | 40 min         | Slussen Gamla stan T-Centralen | 3 min 4 min 8 min |
| T19   | Hagsätra        | 18 min         | Slussen Gamla stan T-Centralen | 3 min 4 min 8 min |

## Otoczenie
W otoczeniu stacji znajdują się:
| - Badmintonstadion - Eriksdalsbadet - Eriksdalshallen - Eriksdals bollplan - Teaterhögskolan - Åso gymnasium - Södermalms kyrkan - Allhelgona kyrka - Katarina Södra skola - Tullgårdsskolan |  | - Frans Schartaus gymnasium - Hammarby idrottsplats - Hamnskolan - Lilla Blecktornsparken - Stora Blecktornsparken - Rosenlundparken |